# Husitství

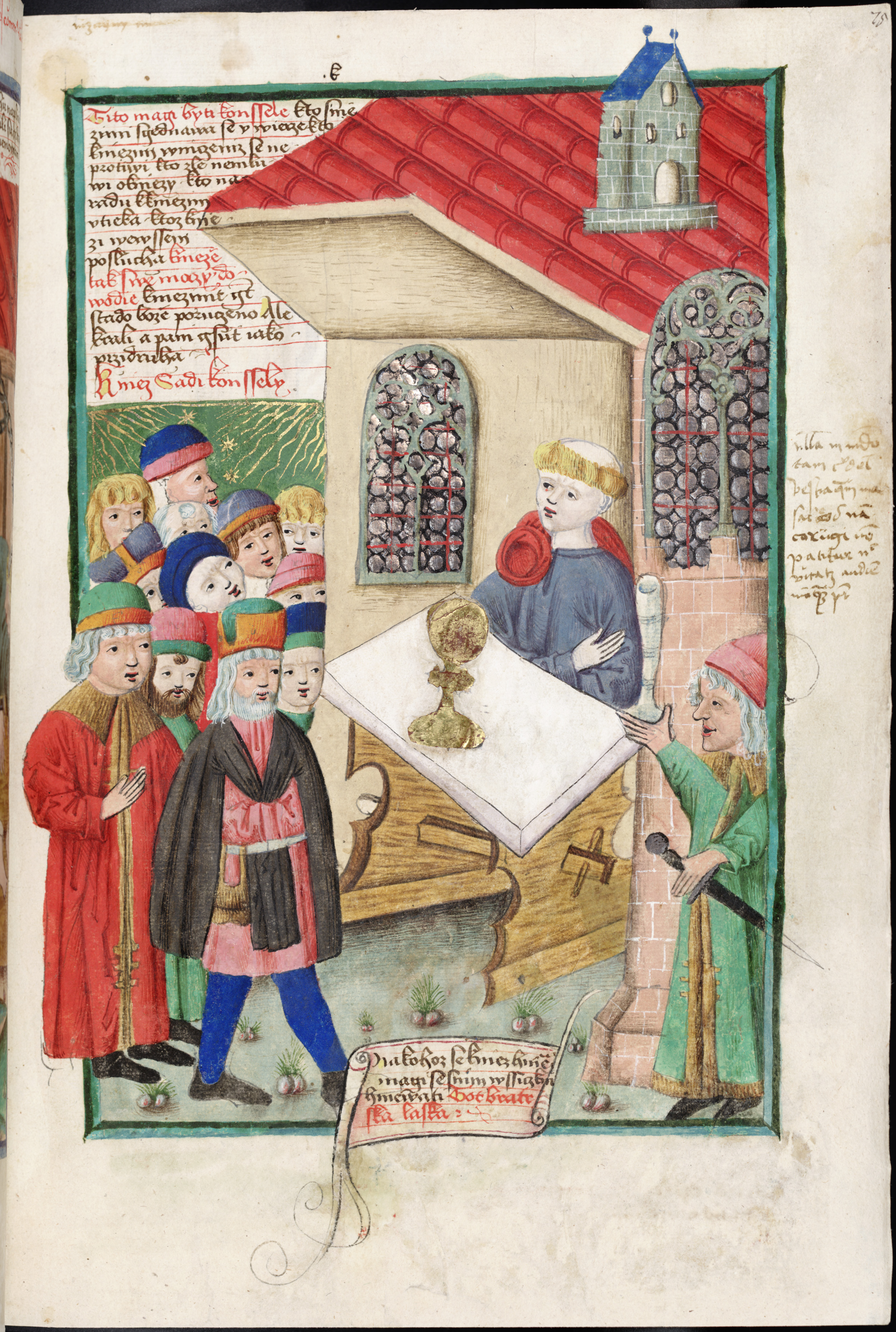
Přijímání pod obojí, Jenský kodex z 15. století

Husitství, někdy také husitská revoluce (v marxistické historiografii též husitské revoluční hnutí), označuje nábožensky – a v jistých ohledech i národnostně, sociálně a politicky – motivované hnutí pozdního středověku, vzešlé z české reformace, jež usilovala o dalekosáhlou reformu církve. Husitství se zrodilo z okruhu stoupenců pražského univerzitního mistra Jana Husa, po jehož upálení v roce 1415 se masově rozšířilo v Českém království i Moravském markrabství (jen částečně pak i v hornoslezských vévodstvích) a začalo citelně zasahovat do dějin střední Evropy. Hnutí charakterizuje přijímání podobojí (laický kalich), zavedené mistrem Jakoubkem ze Stříbra.
Husité sami sebe nazývali „věrnými“ (tj. správně věřícími) Čechy, nebo božími bojovníky. Označení husité bylo původně chápáno pejorativně, užívali ho jejich protivníci, kteří je považovali za kacíře. Později se ujalo v neutrálním významu, vedle označení kališníci či utrakvisté.

## Chronologické vymezení husitství
Husitství je širší pojem než husitská doba nebo husitské války. Zatímco husitské války lze vymezit konkrétními událostmi a letopočty, přestože i zde se historikové rozcházejí, husitství prochází téměř celým 15. stoletím (v podobě utrakvistické církve se udrželo i ve století 16., prakticky až do doby pobělohorské). Dobu od 90. let 14. století do roku 1415 můžeme chápat jako jakousi předehru; teprve v roce 1414 bylo zavedeno přijímání podobojí, které se stalo primárním znakem husitství. Hlavní války „o kalich“ trvaly od roku 1419 do jeho uznání římskou církví v podobě Basilejských kompaktát v roce 1436, kompaktáta však neznamenala konec sporů mezi kališníky a katolíky. Věroučné spory (disputace) mezi různými husitskými směry probíhaly po celou dobu válek i po jejich skončení. Ke sjednocení husitů v duchu kompaktát došlo až roku 1452, kdy Jiří z Poděbrad nechal uvěznit seniora táborské církve Mikuláše z Pelhřimova a Václava Korandu. Nová otevřená válka husitů s katolíky vypukla za Jiřího z Poděbrad, ale i když se dvojvěří v zemi podařilo udržet, napětí pokračovalo a situaci vyřešil teprve kutnohorský náboženský mír z roku 1485.

## Volání po reformě církve

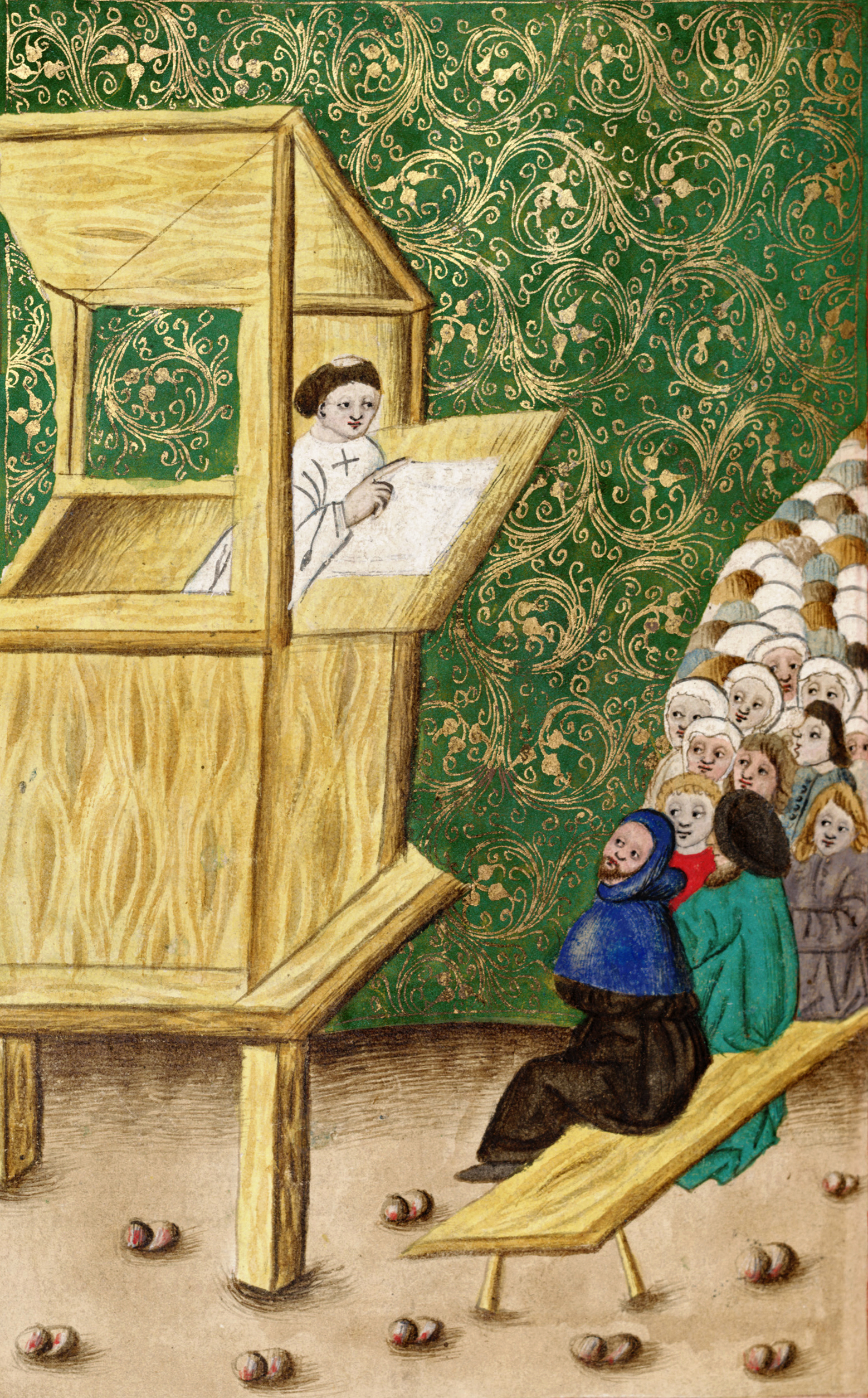
Jan Hus na kazatelně, Jenský kodex

Na konci vlády Karla IV. byly země Koruny české jedním z nejmocnějších středoevropských států. Za vlády jeho nástupce, slabého panovníka Václava IV., který se dostával do střetů s církví, s bratrem Zikmundem i se šlechtou, se hospodářská i politická situace výrazně zhoršila. Velký podíl na tom měl i mor v roce 1380, i když v Čechách a na Moravě nenabyl katastrofických rozměrů. V zemi se rozmohlo lapkovství, soupeřící strany si najímaly vojenské družiny. Volání po mravní obrodě společnosti se zaměřilo proti církvi, která dávala přednost svým mocenským zájmům před péčí o spásu duší věřících. Hlavní kritici církve pocházeli z prostředí pražské univerzity.

### Univerzita a Viklefovy myšlenky
Univerzita byla místem teologicko-filosofického boje – čeští vzdělanci dostali přijetím myšlenek Johna Wycliffa (Viklefa) možnost odlišit se od německých nominalistů. Viklefovy názory byly v Praze známy již v 80. letech 14. století (ohledně oprávněnosti majetku církve s nimi polemizoval arcibiskup Jan z Jenštejna). Zprvu se diskuse mezi nominalisty a realisty odehrávala v rámci odborného diskurzu, když však roku 1403 německá část univerzity Viklefovy názory sepsané dominikánem Janem Hübnerem odsoudila, napětí se jen vyhrotilo. Papež Řehoř XII. prostřednictvím pražského arcibiskupa vybídl Karlovu univerzitu, aby Viklefovo učení zavrhla. Český univerzitní národ sice soupis z Viklefa vybraných vět na shromáždění 20. května 1408 odsoudil, avšak svými formulacemi dal najevo, že pokud je Viklef chápán správně a v souvislostech, nejsou podle něj jeho názory kacířské. Arcibiskup Zbyněk Zajíc z Házmburka na králův nátlak vyhlásil, že v zemi nebylo shledáno bludů. Viklefovy příznivce však neoslovily jen jeho filosofické názory, ale především myšlenky o reformě církve. Vůdčími osobnostmi reformního kruhu byli Jan Hus, Jeroným Pražský a Jakoubek ze Stříbra. Někteří působili jako kazatelé; největší popularitě se těšila kázání Jana Husa v Betlémské kapli.

### Hlasatelé nespokojenosti

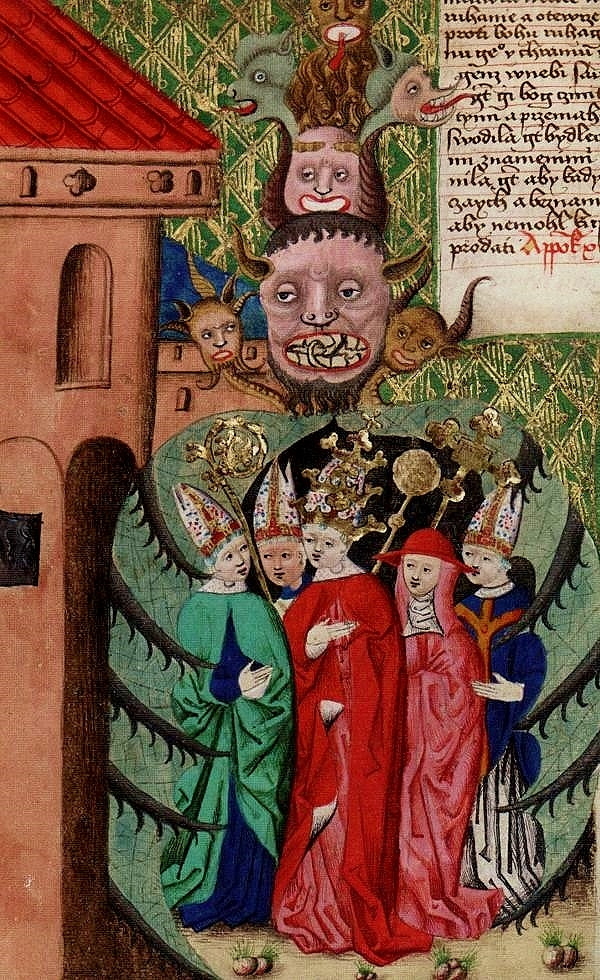
Vyobrazení církve v moci apokalyptické šelmy, Jenský kodex
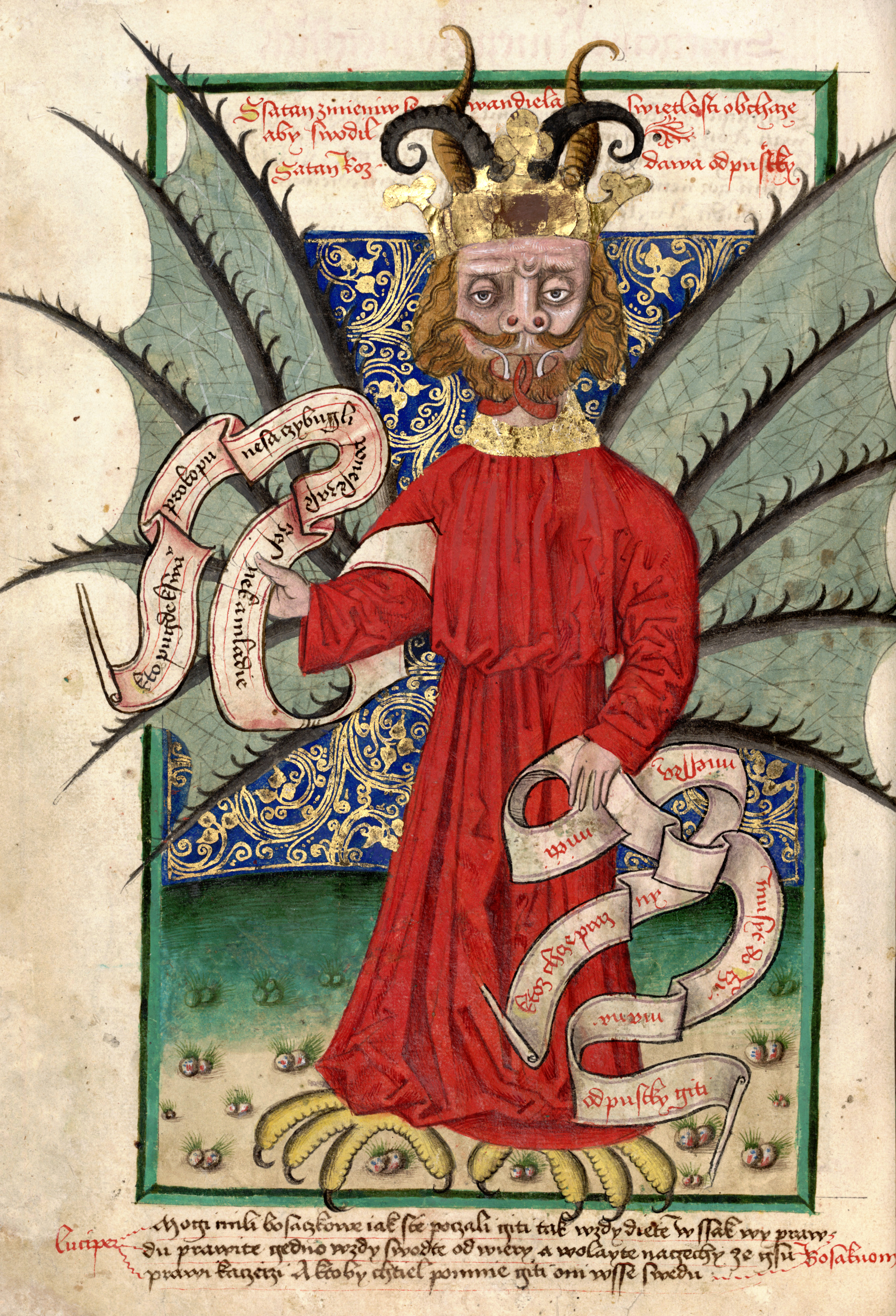
Satan prodává odpustky, Jenský kodex

Kazatelé požadující nápravu stávajících poměrů se objevovali již v době vlády Karla IV. (Konrád Waldhauser, Jan Milíč z Kroměříže). Upozorňovali na neutěšené poměry v soudobé církvi a potřebu reformy této instituce, která se vzdálila původním ideálům a jejíž představitelé často jednali v rozporu s vlastním učením. Do značné míry se jednalo o módní záležitost, s postupem času však kritika začala nabývat na síle a důrazu. Každá restrikce (zákaz Viklefových článků, uvalení klatby na Jana Husa) pak v kazatelích jen vyvolávala pocit mučedníků za pravdu a zostřovala jejich rétoriku.
Drtivá většina kazatelů zůstávala pevně zakotvena v tradici Bible. Současný řád si přáli vylepšit, nikoli však změnit zcela od základů, cílem byl návrat k sjednocené církvi, která by znovu naplňovala ideály rané církve. Poddaní mají autority poslouchat, avšak jen tehdy, pokud jejich rozhodnutí nestojí proti Boží vůli. Kritizovány byly také odpustky, při jejichž prodeji v roce 1412 vypukly v Praze pouliční bouře.
Reformní myšlenky se zprvu šířily výhradně mezi měšťany, teprve v 10. letech 15. století se začaly šířit i na venkov, kde se pak spojily s myšlenkami chiliasmu a nabyly bojovné síly.

### Upálení Jana Husa a jeho následky

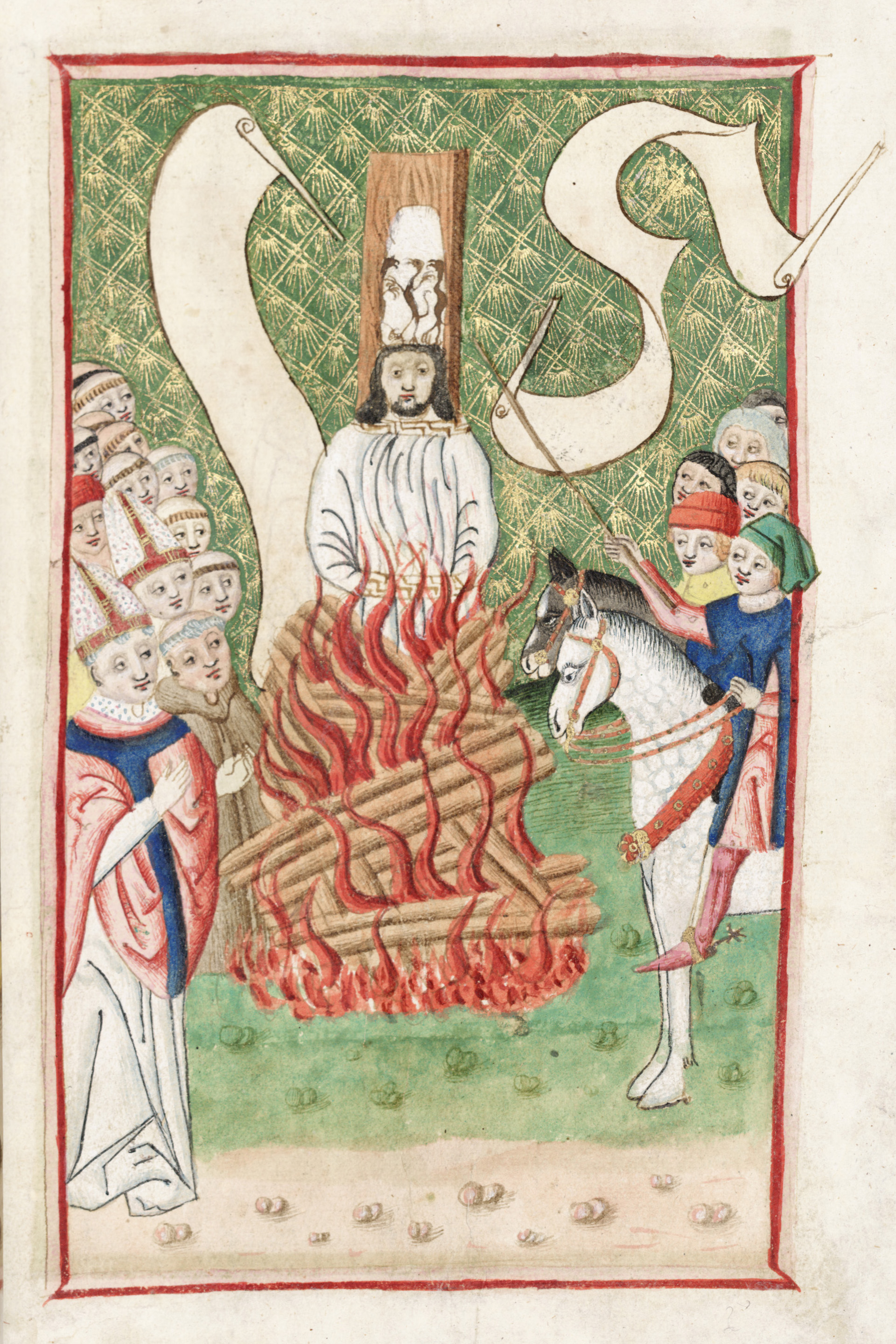
Upálení Jana Husa v Jenském kodexu

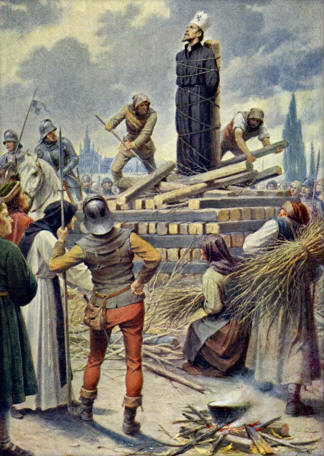
K. V. Muttich: Mistr Jan Hus na hranici v Kostnici

Roku 1414 byl zvolen římským králem Zikmund Lucemburský. Situace v Říši byla neklidná, navíc komplikována papežským schizmatem. Na Zikmundovo naléhání byl proto svolán kostnický koncil, který měl vyřešit problém trojpapežství. Cílem koncilu bylo také prodiskutovat reformu církve a zároveň se vypořádat s herezemi. V rámci toho byl na koncil povolán i Jan Hus, který však již předem prohlásil papeže za antikrista, autoritu církevního soudu neuznal a veřejně se odvolal ke Kristu. Husovo učení, např. spis O církvi (De ecclesia), v němž za hlavu církve pokládá Krista a za její členy lidi toužící po spasení, nebo učení o příslušnosti/nepříslušnosti k církvi lidí predestinovaných k spáse, či zatracení, bylo nakonec prohlášeno za herezi. Z Husova spisu vyplývalo, že papež, který jedná zle, není nejen hlavou církve, ale dokonce ani její částí (což se vztahovalo k Janu XXIII, nařčenému z pirátství a sodomie). A jelikož Hus stále nebyl ochoten své učení odvolat, byl předán světské moci a 6. července 1415 před kostnickými hradbami upálen. Zbylý popel vhodili katovi pacholci do řeky Rýna. Po Husovi tak nezůstalo nic, co by mohli jeho přívrženci uctívat. O rok později byl koncilem odsouzen na hranici také Mistr Jeroným Pražský.

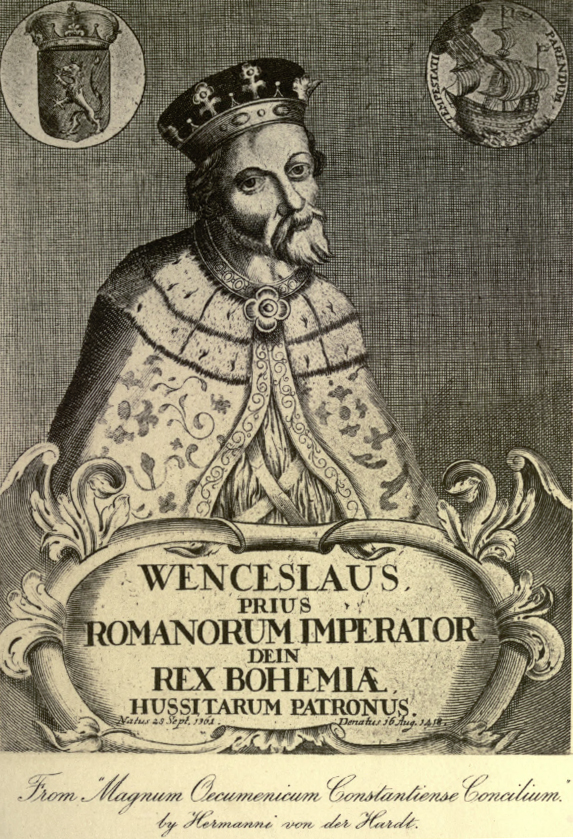
Václav IV. v době konání Kostnického koncilu 1415

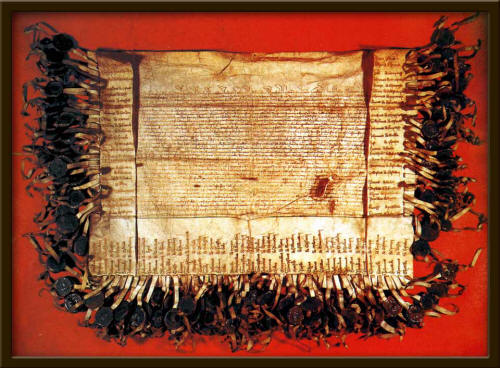
Stížný list české a moravské šlechty kostnickému koncilu proti upálení Jana Husa

Husovo upálení však mělo zcela opačný účinek, než koncil zamýšlel – místo toho, aby kacířské učení zaniklo, začalo se v českých zemích rychle šířit a Hus začal být uctíván jako mučedník. Zprvu stála v čele protestů česká šlechta vedená moravským zemským hejtmanem Lackem z Kravař, nejvyšším purkrabím Čeňkem z Vartenberka a Bočkem z Poděbrad, jež zpečetila protestní list proti upálení Jana Husa v počtu 452 pečetníků 2. září 1415. Rychle se rozšířilo přijímání podobojí, katoličtí kněží byli vyháněni z far, potulní kazatelé aktivizovali venkovský lid, který se začal scházet při poutích na hory.

## Přijímání podobojí, husitská věrouka a husitský program
S myšlenkou přijímání podobojí, které mělo být výrazem rovnosti duchovních a laiků, přišel Jakoubek ze Stříbra v době, kdy již byl Mistr Jan Hus v Kostnici. Zjistil totiž, že vysluhování Večeře Páně laikům pouze chlebem (tedy pod jednou) zavedla církev teprve v posledních dvou stoletích. Jan Hus se k tomu vyjádřil, že principiálně není proti, ale že je nutné pro laické přijímání podobojí získat souhlas koncilu. K prvnímu podávání chleba i kalicha došlo na Jakoubkův popud v kostele sv. Martina ve zdi na Starém Městě pražském, kde to učinil místní farář Jan z Hradce na konci října roku 1414. Brzy se to provádělo také v jiných kostelích v Praze. 10. března 1417 vydala pražská univerzita deklaraci, kterou podávání „pod obojí způsobou“ schválila. Přijímání podobojí se rozšířilo i v jiných městech a na venkově a kalich se stal symbolem celého hnutí. 

Kalich se stal symbolem celého hnutí (polní korouhev s barvami dle Jenského kodexu)

Věroučné spory provázely husitství od samého počátku, protože v názorech na řadu náboženských otázek se mistři pražské univerzity a venkovští radikálové neshodli. Již v roce 1418 se snažila najít kompromis svatováclavská synoda husitských kněží, která vyšla spíše vstříc umírněným zavrhnutím některých „sektářských bludů“; odsouhlasila však účast dětí na přijímání. Pražští mistři nepomýšleli na odtržení od římské církve, usilovali pouze o dohodu, která by kališníkům umožnila autonomní postavení. S umírněným programem Prahy se nesmířili táborští kněží, kteří v září roku 1420 vytvořili vlastní církevní organizaci a do jejího čela postavili jako biskupa Mikuláše z Pelhřimova (od té doby nazývaného Biskupec). Husitská věrouka tak existovala ve dvou pojetích, pražském a táborském, až do roku 1452. I uvnitř obou proudů byla konzervativní a radikální křídla. Nejradikálnější skupina táborských kněží byla spolu se svými přívrženci (pikarty či adamity) zlikvidována do roku 1422. V Praze vliv radikálů skončil popravou Jana Želivského v témže roce, konzervativní mistři ztratili své pozice převratem v roce 1427, kdy se prosadil umírněný směr Jana Rokycany. Duchovní mocenská složka hrála u husitů vždy významnou roli (někdy se hovoří o husitské teokracii).
Oba husitské proudy se lišily v přístupu ke svátostem, k uctívání svatých i ve vlastní liturgii. Pražští husité brali větší ohled na církevní tradici a pouze směřovali k jistému zjednodušení. Táborští uznávali ze svátostí jen křest, manželství a večeři Páně, odmítali očistec a uctívání svatých. Ve věci eucharistie zůstávali pražští teologové u pojetí reálné Kristovy přítomnosti ve svátosti oltářní, zatímco podle táborských zde byl přítomen pouze symbolicky. Kněží obou směrů sloužili mši v češtině, táborští však zavrhli ornáty. Na rozdíl od táborských trvali husité pražského směru na právoplatném svěcení kněží arcibiskupem nebo světícími biskupy.
I když bylo mezi husity různých směrů mnoho rozporů, dokázali se kromě přijímání podobojí shodnout na základním společném programu, kterým se staly čtyři artikuly pražské. Byly dohodnuty na jednáních v Praze na jaře roku 1420, hlavní podíl na formulacích měl nejspíš Jakoubek ze Stříbra. Program obsahoval následující požadavky:
1. svobodné hlásání slova božího
2. přijímání pod obojí způsobou
3. zákaz světského panování církve
4. potírání smrtelných hříchů

Artikuly byly v roce 1421 na Čáslavském sněmu prohlášeny zemským zákonem, s jejich obhajobou vystupovali husitští zástupci na Basilejském koncilu a v kompromisní podobě byly zapracovány i do kompaktát. Původně chtěli husité tento program prosadit jako závazný pro celou Evropu (všechny křesťany), přijímání podobojí mělo být podmínkou spasení. Když v Basileji zjistili, že se jim to nemůže podařit, prosazovali alespoň jeho závaznost pro české země. Basilejskými kompaktáty bylo nakonec pouze zrovnoprávněno přijímání podobojí s přijímáním podjednou, což byl i tak velký úspěch, protože již nebylo považováno za projev kacířství.

### Husitští kněží a teologové
- pražští konzervativní mistři: Jan Příbram, Křišťan z Prachatic, Prokop z Plzně, Petr z Mladoňovic, Jan Kardinál
- představitelé pražského středu: Jakoubek ze Stříbra, Petr Payne (Engliš), Jan Rokycana, Martin Lupáč
- pražští radikálové: Jan Želivský, Jakub Vlk
- táborský střed: Mikuláš z Pelhřimova, Prokop Holý, Václav Koranda, Jan z Jičína, Markolt ze Zbraslavic, Jan Čapek
- táborští radikálové (pikarti): Martin Húska (Loquis), Petr Kániš
- východočeští kněží: Ambrož, Prokůpek (Prokop Malý), Oldřich ze Znojma
- jiní: Petr Hromádka, Bedřich ze Strážnice

## Historie let 1419–1436

### Výbuch husitské revoluce

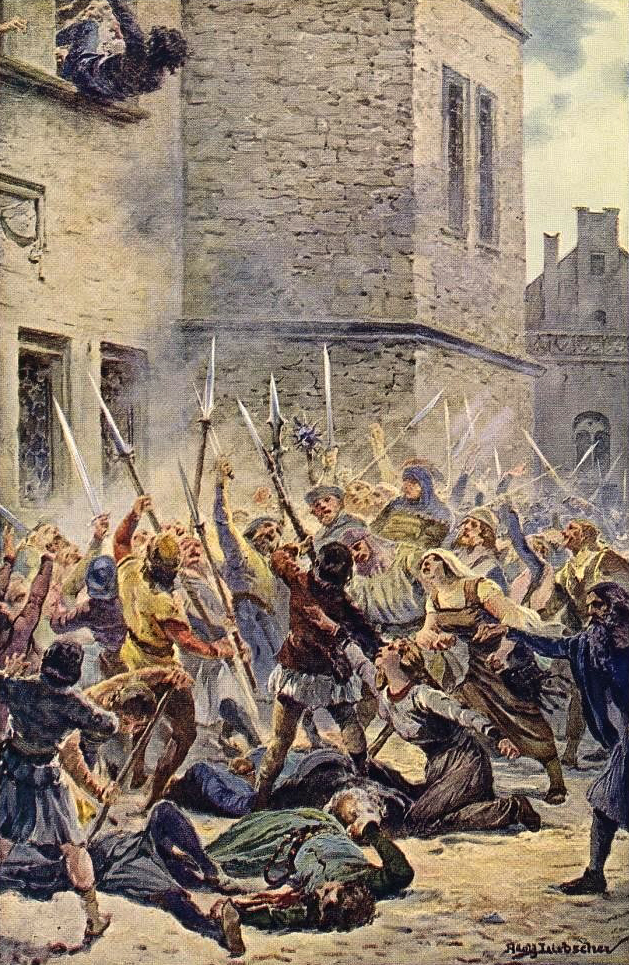
A. Liebscher: Pražská defenestrace

V roce 1419 se vyhrotila situace v Praze, kde se vůdcem radikálně smýšlejících husitů stal kazatel Jan Želivský, který dosáhl svými strhujícími kázáními rychle velké obliby. Václav IV. se ještě pokusil vzestupu revolučních nálad zabránit a na radnici Nového Města pražského dosadil nové konšely, kteří zatkli několik novoměstských husitů. Krátce nato, 30. července 1419, husité pod vedením Želivského napadli Novoměstskou radnici, konšely vyházeli z oken a několik z nich ubili: první pražská defenestrace byla počátkem husitské revoluce, která přerostla v dlouholeté války. Kronikáři uvádějí, že po zprávě o této události postihl Václava IV. na Novém hradu záchvat hněvu a během několika týdnů zemřel, snad na následky mrtvice (16. srpna 1419).
Po smrti Václava IV. se jediným právoplatným dědicem českého trůnu stal uherský a římský král Zikmund. Šlechta, ať katolická či husitská, s tím v podstatě souhlasila, ale v souladu s tehdejšími zvyklostmi byl vypracován seznam podmínek, za jakých měl Zikmund usednout na český trůn. Tyto podmínky byly pro Zikmunda, pokud by chtěl v českých zemích vládnout jako silný a nezávislý panovník, nepřijatelné. Odjel tedy do Vratislavi, kde se začal připravovat na křížovou výpravu proti husitům.

### Založení Tábora

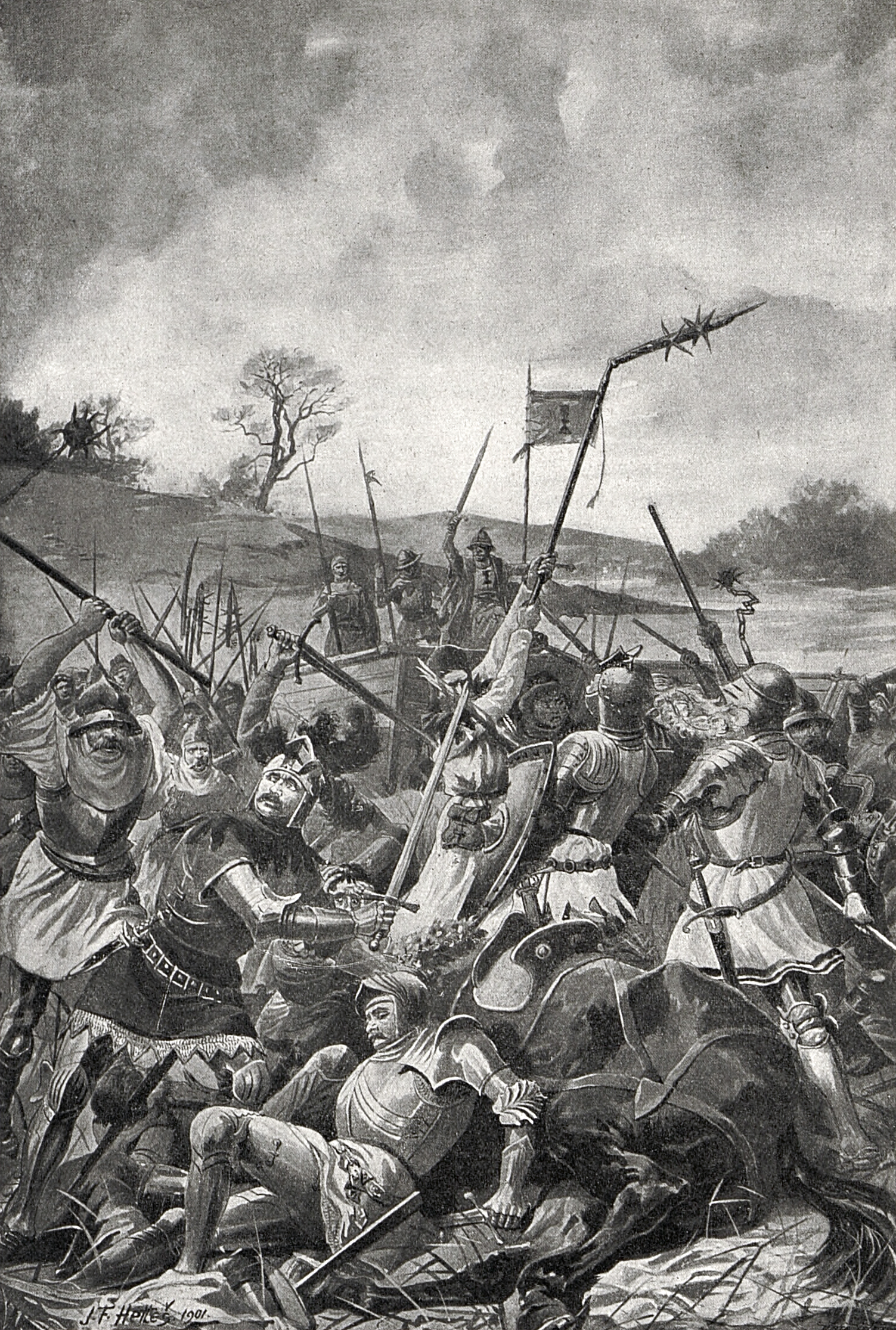
F. Hetteš: Porážka železných pánů u Sudoměře

Čechy zachvátily revoluční nepokoje. Tzv. vedlejší země Koruny české, Slezsko a Lužice, zůstaly věrné katolické církvi, komplikovanější se ukázala být situace na Moravě. Část radikálních husitů se uchýlila na strategicky výhodný ostroh, nazývaný hradiště (snad bývalé opidum) nad řekou Lužnicí a vybudovala tady nové město. Dostalo biblický název Tábor (podle hory Tabor blízko Nazareta). Táborité (či také táboři) pod vlivem v té době vlivných chiliastických představ nechtěli žít podle dosud platných lidských zákonů, které považovali za nedokonalé, ale podle Božího zákona – Bible. Vzájemně se nazývali bratry a sestrami a po příchodu do města odevzdávali svůj majetek do kádí umístěných na náměstí; ten měl posloužit celé komunitě, aby dokázala překonat první kritický rok existence, kdy ještě nebyly ukotveny vztahy s okolním venkovem. V čele táborů stáli kněží, o vojenské záležitosti se starali čtyři hejtmané. Jedním z nich se stal muž se zkušenostmi ze záškodnických válek Jan Žižka z Trocnova, který se následně osvědčil jako vynikající vojevůdce. Nebyl nikdy poražen, přestože poslední léta svého života velel vojenským akcím husitů jako úplně slepý. Již od založení Tábora na jaře 1420 začal Jan Žižka se svými sbory úspěšně operovat v prostoru jižních a západních Čech, kde si začal systematicky podmaňovat bašty katolíků. Vítězně skončila i bitva u Sudoměře, kde se ho pokusila porazit západočeská katolická šlechta.

### První křížová výprava, bitva na Vítkově a Čáslavský sněm

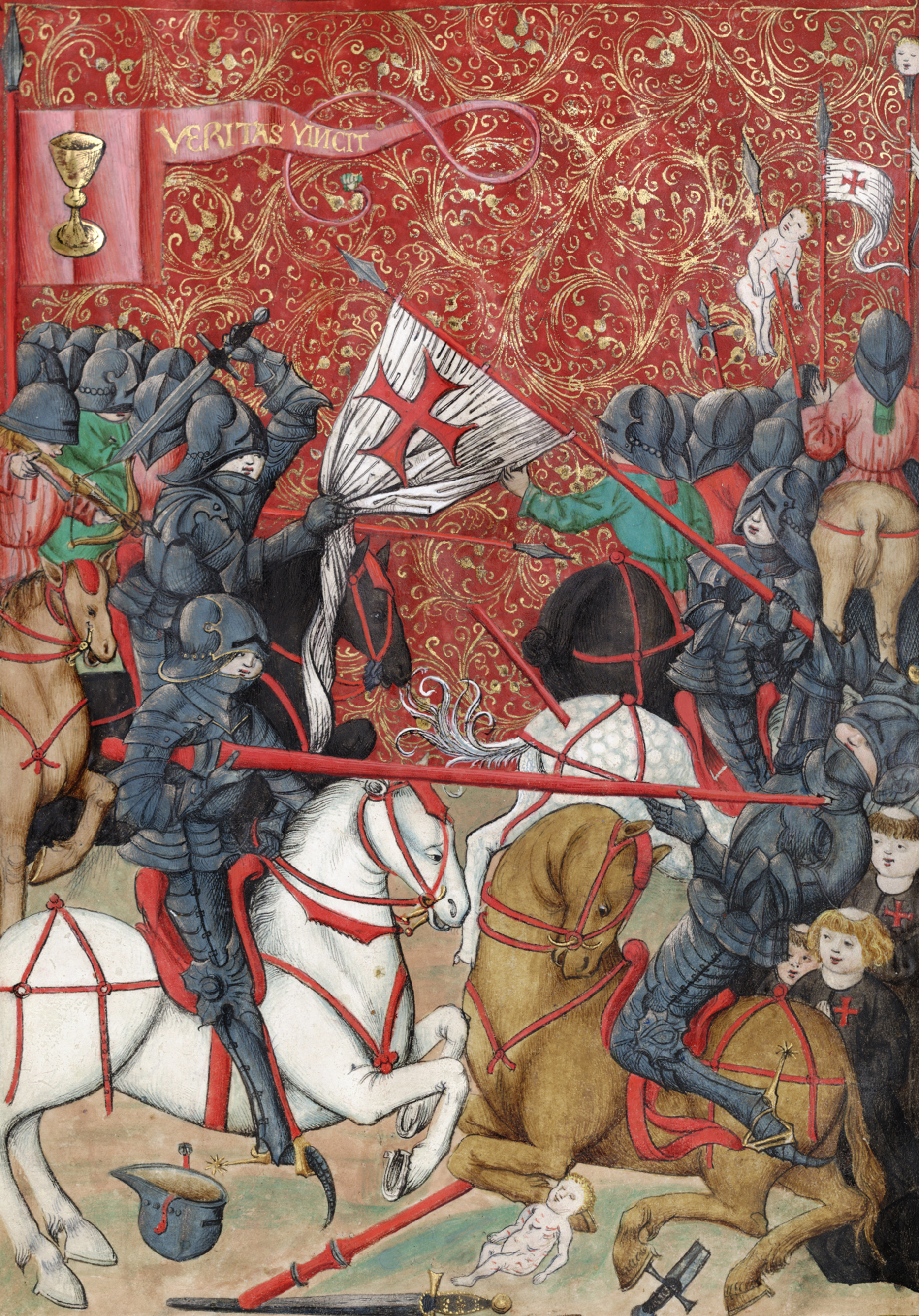
Boj husitů s křižáky, Jenský kodex

Rozdíly sociální, názorové i zájmové mezi přívrženci husitství vedly ke vzniku několika husitských proudů – od konzervativního proudu až po zcela radikální. Husité se dokázali sjednotit pouze v případě vnějšího ohrožení. Poprvé to bylo roku 1420, kdy papež Martin V. vyhlásil v podstatě na Zikmundovu žádost proti husitům křížovou výpravu. Zikmund s vojskem sebraným ve Vratislavi, ke kterému se připojila i česká a moravská katolická šlechta, napadl vzápětí Čechy a oblehl Prahu. V nejvyšší tísni požádali pražští husité o pomoc Tábor a další husitská města. 

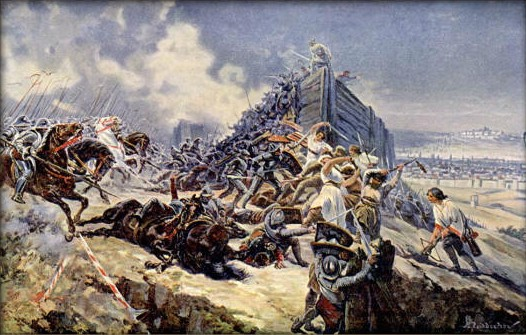
A. Liebscher: Bitva na vrchu Vítkově

Vítězství husitů vedených Žižkou v bitvě na Vítkově znamenalo zásadní obrat ve válce a rozpuštění křížové výpravy: Zikmund se ještě nechal na Pražském hradě korunovat a od Prahy odtáhl, zůstaly jen jeho posádky na Vyšehradě a Pražském hradě. Vyšehrad dobyli husité po bitvě u jeho hradeb, kde na podzim znovu porazili Zikmundovo vojsko. V červnu 1421 kapitulovala i Zikmundova posádka na Pražském hradě. Na jaře 1421 husité převzali kontrolu nad většinou královských a velkých poddanských měst ve středních a východních a severozápadních Čechách (Rokycany, Chomutov, Kadaň, Žatec, Louny, Slaný, Beroun, Český Brod, Kouřim, Kolín, Čáslav, Nymburk, Kutná Hora, Jaroměř, Chrudim). Ta se stala základem pražského svazu. V červnu 1421 se sešel v Čáslavi sněm, jehož účastníci přijali čtyři artikuly pražské a odmítli Zikmunda, kterého obvinili ze zločinů proti království a jeho obyvatelům, jako svého krále. Zvolili také prozatímní zemskou vládu. S nabídkou české koruny byla vyslána poselstva k polskému králi Vladislavu II. a k litevskému knížeti Vitoldovi.

### Období od 1421 do Žižkovy smrti v roce 1424

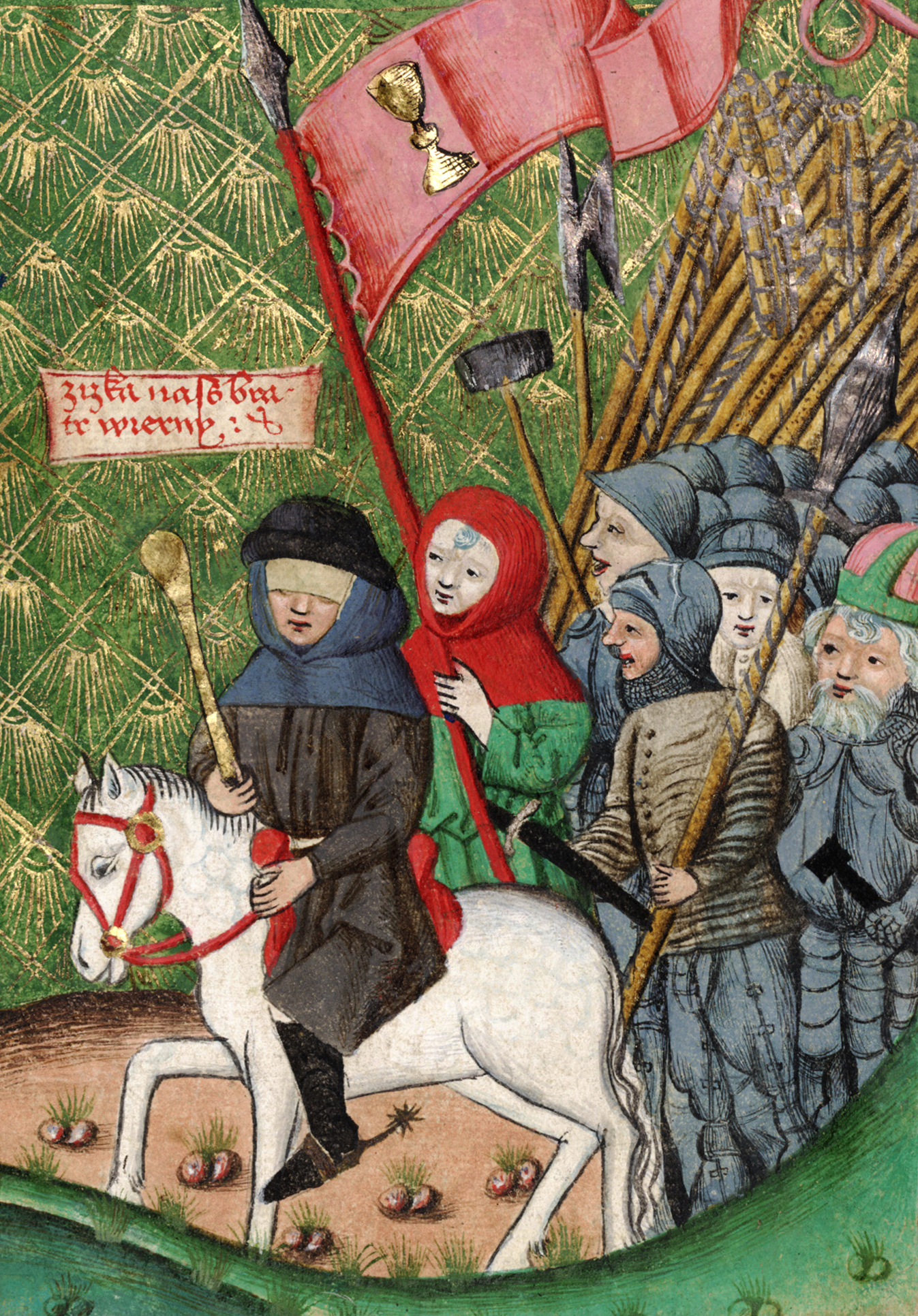
Slepý Jan Žižka v čele vojska husitů, Jenský kodex

Do podzimu 1421 se výrazně konsolidovala táborská strana, která rázně skoncovala s ultraradikálními sektami pikartů a adamitů, jejichž ideály a praktiky hrozily ochromit politickou a vojenskou sílu Tábora. Naopak v Praze se v červnu 1421 k moci dostal radikální kněz Jan Želivský, od října 1421 do jeho pádu v březnu 1422 se hovoří o otevřené Želivského diktatuře. Na podzim 1421 také ztroskotala druhá křížová výprava proti husitům: němečtí křižáci byli obráceni na útěk po obléhání Žatce, Zikmund a Albrecht Habsburský, kterým se podařilo podmanit kališnickou Moravu, utrpěli počátkem roku 1422 porážky u Kutné Hory, u Habrů a u Německého Brodu.

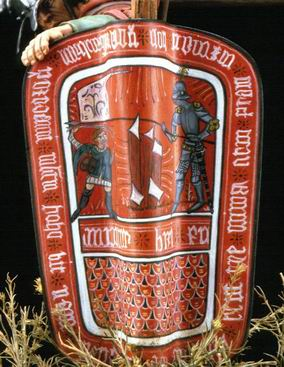
Husitská pavéza, model v Národním muzeu v Praze

V květnu roku 1422 přijel do Prahy jako zemský správce litevský kníže Zikmund Korybutovič (zvaný Korybut) jako zástupce velkoknížete Vitolda, ten ale přestal mít o českou korunu zájem a již počátkem následujícího roku ho odvolal zpět. Na jaře 1423 vyvrcholily Žižkovy spory s táborskými kněžími jeho odchodem do východních Čech, kde ze svých věrných a početných východočeských husitů (orebitů) vytvořil nový svaz. Brzy ovládl velká východočeská města Hradec Králové, Dvůr Králové, Jaroměř a Čáslav (na úkor svého spojence Diviše Bořka z Miletínka a pražanů). Proti Žižkovi byla na podzim 1423 vytvořena svatohavelská koalice, kde se poprvé spojili umírnění kališníci s katolickou šlechtou. Její vojsko ale bylo Žižkou poraženo v červnu 1424 v bitvě u Malešova, a přestože ten uvažoval o ovládnutí Prahy, nakonec se zapojil do jednání o míru zakončených tzv. libeňskou smlouvou a o něco později zdickými úmluvami. Během společného tažení na Zikmundem ovládanou Moravu Žižka zemřel. V té době již byl v Praze znovu Zikmund Korybutovič, kterému pražané nabídli titul českého krále.

### Léta 1424–1431

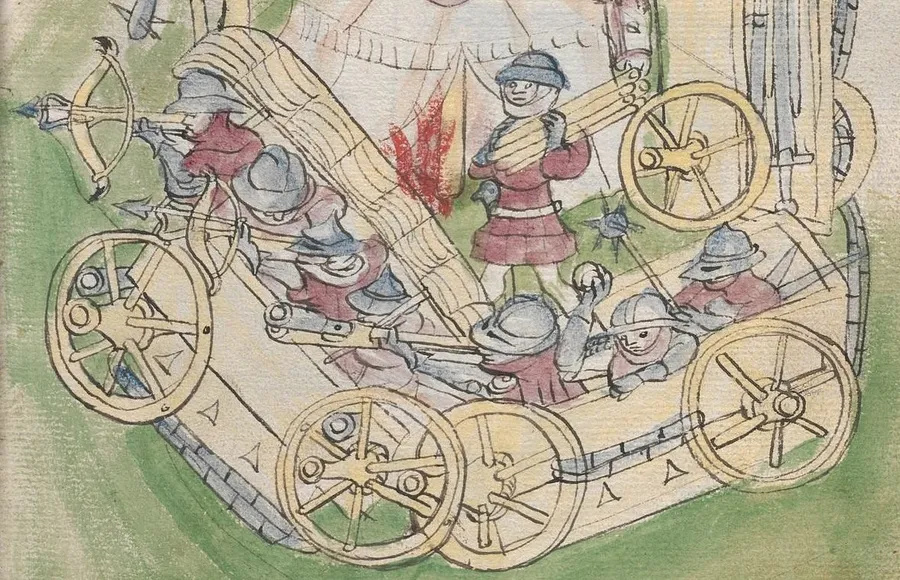
Vozová hradba husitů se symbolem kalicha, 15. století (detail)

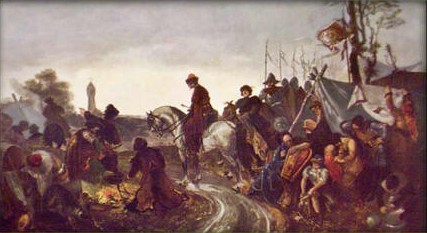
Mikoláš Aleš: Husitský tábor

Brzy po Žižkově smrti došlo k porušení zdických dohod a táborský svaz, Žižkovi sirotci a pražský svaz proti sobě vystoupily v boji o sféry vlivu. Po Žižkovi se stal nejvyšším táborským hejtmanem Jan Hvězda z Vícemilic zvaný Bzdinka, který dokázal na čas spojit táborský a východočeský svaz, v říjnu 1425 došlo k dohodě i s pražským svazem. V této době se vyprofiloval i poslední velký husitský svaz: žatecko-lounský, v jehož čele stál po celou dobu válek schopný Jakoubek z Vřesovic. Přestože mezi jednotlivými svazy i nadále vládlo napětí, vytáhla jejich spojená vojska na jaře 1426 proti Ústí nad Labem a v bitvě Na Běhání drtivě porazila vojska saského markraběte. Pražským převratem v dubnu 1427 byli vyhnáni či od moci odstaveni konzervativní kněží a univerzitní mistři, Korybut byl uvězněn na hradě Valdštejn a do čela pražského duchovenstva byl zvolen Jan Rokycana. Pražské souměstí se pak dlouhodobě přiklonilo ke spolupráci s radikálními husitskými svazy (odvetný pokus o převrat téhož roku neuspěl).

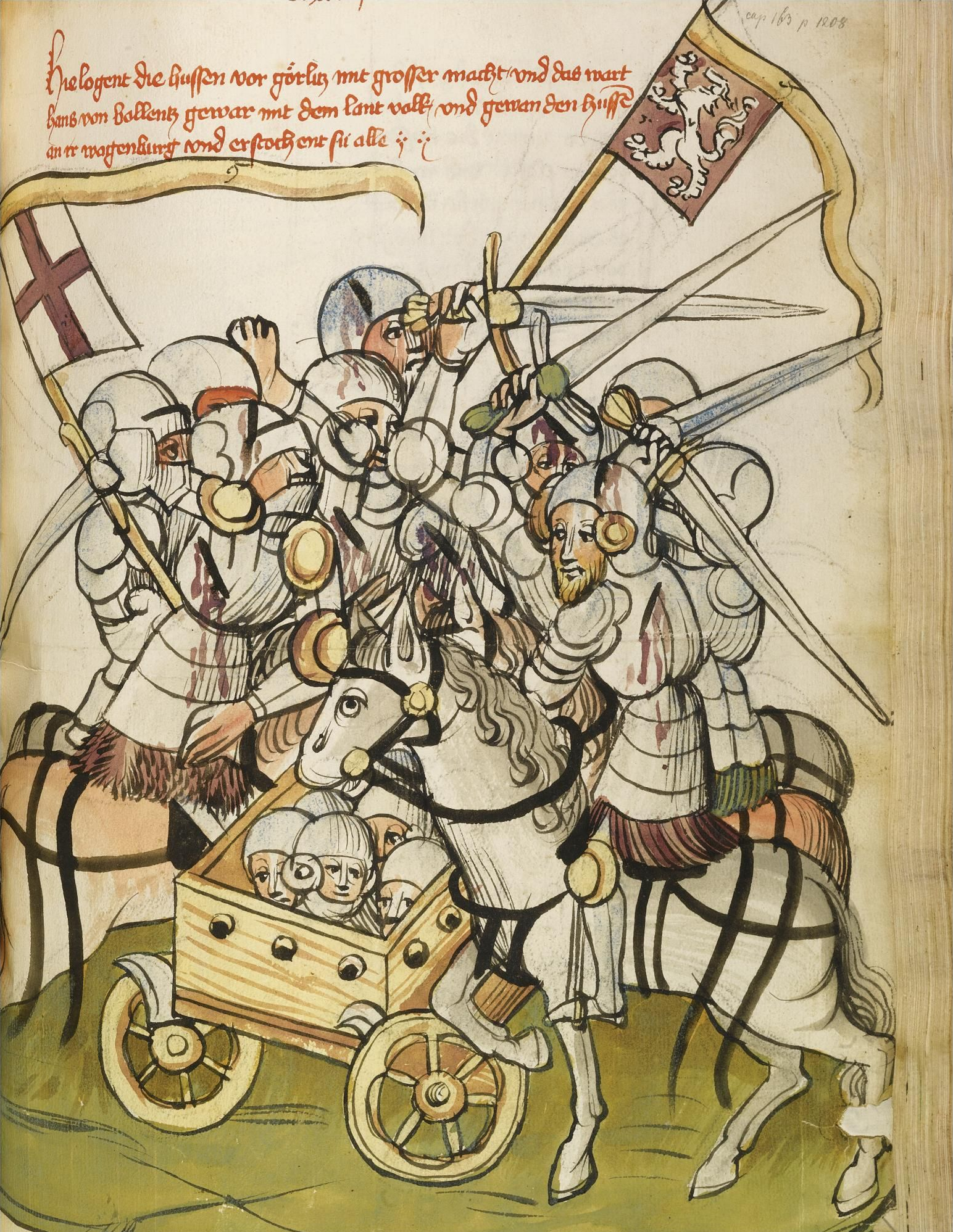
Bitva u Chrastavy roku 1428

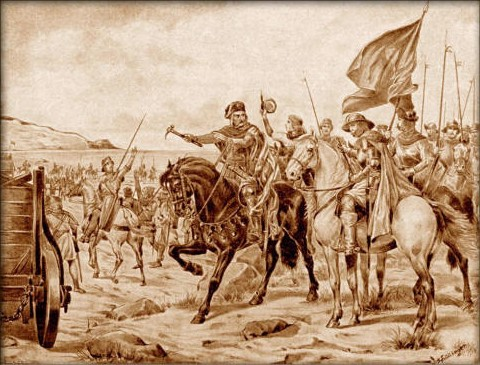
H. Schüllinger: Čechové u moře Baltského

Pro následující léta je charakteristická jistá mocenská stabilita vytvořená součinností všech husitských svazů a tím, že katolická šlechta již prakticky nedokázala vzdorovat husitským spojencům. Většími katolickými enklávami v zemi zůstalo panství Oldřicha II. z Rožmberka a západní Čechy s Plzní. Od roku 1426 se v čele táborského svazu objevila výrazná osobnost kněze Prokopa Holého, který dokázal i vlivem svého původu udržovat živé kontakty s Prahou. V čelné pozici u východočeského husitského svazu byl i nadále kněz Ambrož. Vzrostl význam polních vojsk, která na rozdíl od počátečních let revoluce disponovala v podstatě profesionální vojenskou silou. V tomto období polní vojska zaměřila své hlavní aktivity mimo území českých zemí. Husité začali podnikat tzv. rejsy (spanilé jízdy) do Rakous, Říše, vedlejších zemí Koruny české a horních Uher. Jejich hlavním cílem bylo opatřit válečnou kořist, potraviny a píci pro koně, protože české země byly zničené nejen válkami, ale i neúrodami.
V letech 1427 a 1431 byly proti husitským Čechám zorganizovány další dvě křížové výpravy. Obě zaútočily přes západní Čechy a v obou případech se křižáci dali na útěk ještě před střetnutím s hlavním husitským vojskem. Třetí křížová výprava z roku 1427 byla obrácena na útěk u Tachova, čtvrtá z roku 1431 uprchla v panice od Domažlic, sotva prý zaslechla husitský chorál. Jak byli husité v Evropě známí dosvědčuje i fakt, že o vojenském tažení proti českým husitům uvažovala v roce 1430 dokonce i Jana z Arku.

### Basilejský koncil, Lipany a kompaktáta
Neúspěchy křížových výprav vedly kardinála a hlavního předsedajícího nedávno vyhlášeného koncilu Giuliana Cesariniho a další účastníky k přesvědčení, že je nutné husity pozvat k jednání. První, zatím neúspěšná předběžná jednání o podmínkách husitské účasti na Basilejském koncilu mezi Zikmundem Lucemburským a husitskou delegací proběhla již v roce 1431 v Chebu. K dohodě pak došlo na další chebské schůzce v dubnu a květnu 1432: její výsledek, tzv. chebské úmluvy nebo soudce chebský, pak byl zásadním obratem v jednání, protože bylo stanoveno, že nestranným soudcem při basilejských disputacích bude Písmo svaté. Husitské poselstvo složené z duchovních i světských zástupců všech svazů v Basileji (leden–duben 1433) všeobecné uznání čtyř artikul neprosadilo, ale jednání pokračovala v Praze, kam přijeli zástupci koncilu. Ti zjistili, že mezi husity nepanuje shoda a že největší překážkou v dosažení dohody jsou radikálové, polní vojska sirotků a táborů. Profesionální vojáci si dokázali jen těžko představit život bez válek, zatímco většina země toužila po míru a dohodě s koncilem. Legát Jan Palomar tak zvolil taktiku dílčích ústupků, kterou chtěl rozvrátit husitský blok. Tu vystihuje jeho výrok, že s českým národem je třeba zacházet jako s koněm nebo mezkem, to jest dlouho mírně a pěkně, aby se mohla přehodit ohlávka, jež ho umožní přivázat ve stáji. Svatomartinský sněm v Praze roku 1433, který zvolil novou zemskou vládu v čele s Alešem Vřešťovským z Rýzmburka, se již nezávazně se zástupci koncilu dohodl.

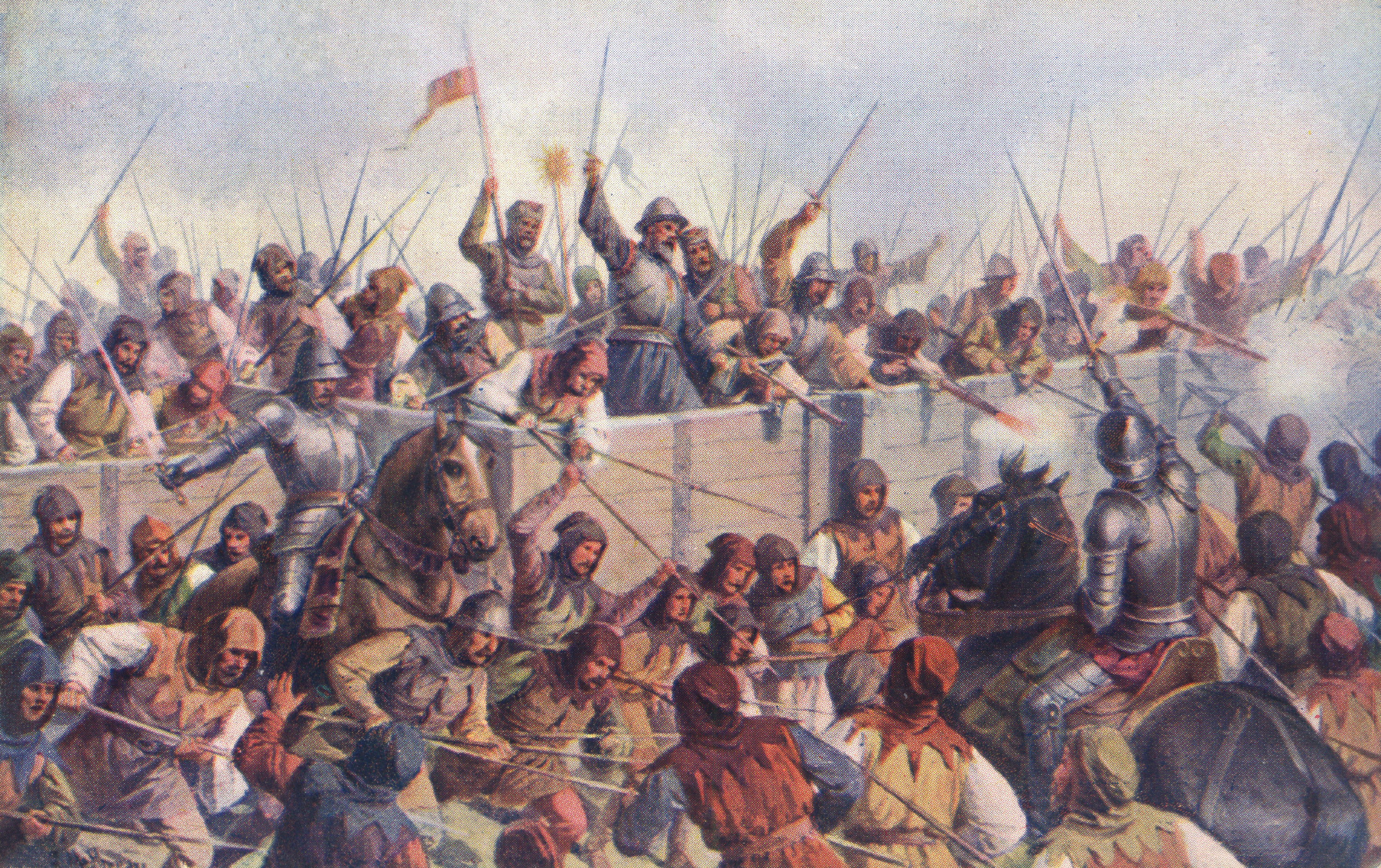
J. Mathauser: Bitva u Lipan roku 1434

Postavením polních vojsk značně otřáslo neúspěšné obléhání Plzně, zahájené v létě 1433 a pokračující ještě na jaře 1434. Umírnění a konzervativní husité pod vedením Aleše Vřešťovského vytvořili koalici s katolickými šlechtici, k níž se připojilo i Staré Město pražské. Koaliční vojsko obsadilo Nové Město a vytáhlo proti polním vojskům sirotků a táborů. K rozhodujícímu střetnutí došlo v bitvě u Lipan 30. května 1434. Porážka polních vojsk otevřela cestu k dohodě s koncilem a se Zikmundem Lucemburským. 5. července 1436 pak byla v Jihlavě slavnostně přijata a vyhlášena Basilejská kompaktáta. Brzy poté byl Zikmund přijat za českého krále.

## Husitský odkaz a dopady husitských válek
Doba husitská je jedním z období českých dějin (a dějin střední Evropy), která vyvolávají mnohé kontroverze. Na jedné straně je tu velké bohatství husitského myšlenkového odkazu, na druhé straně ničivé války, které způsobily celkový úpadek českého státu.

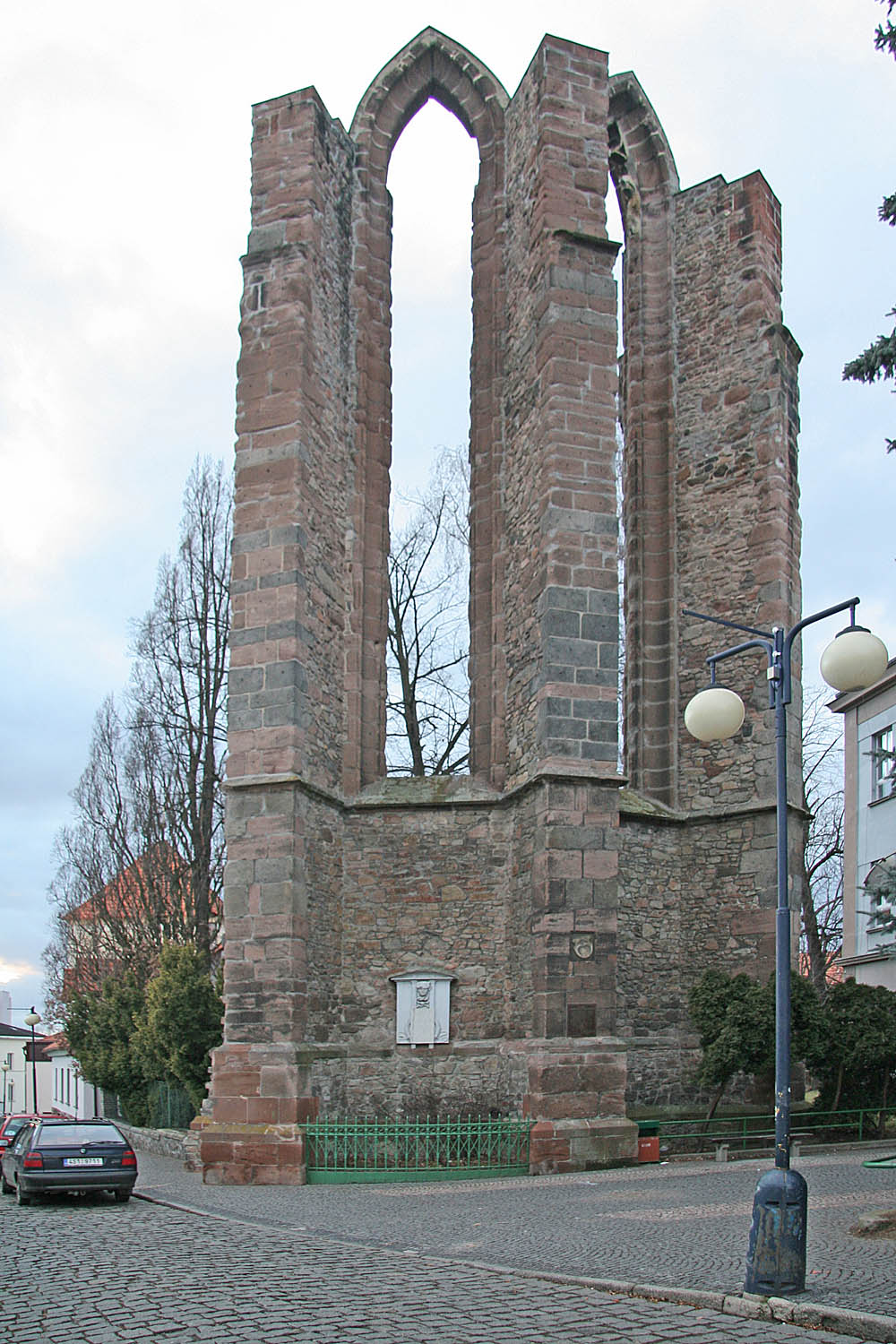
Zřícenina kostela kláštera minoritů v Benešově vypáleného husity

Husitství lze nazvat „reformací před reformacemi a revolucí před revolucemi“. Výsledky husitských válek znamenaly zásadní proměnu nejen náboženských, ale i politických poměrů v českých zemích. Významný posun v rozdělení hospodářské i politické moci vytvořil předpoklady ke vzniku stavovského státu. Šlo o první větší pokus o reformu církve. Podle Jana Husa, jeho přátel a následovníků bylo předpokladem nápravy církve i společnosti přísné respektování božího zákona; Bible měla být nejvyšší autoritou, nadřazenou všem lidským zákonům. Přijímáním podobojí husité symbolizovali, že před Bohem jsou si všichni rovni. Na tyto myšlenky pak navazovala o 100 let později reformace 16. století. I když husité nedosáhli splnění všech svých reformních požadavků, tím, že obhájili kalich, se české země staly první a v té době jedinou zemí v Evropě, kde bylo legalizováno dvojvěří, tedy alespoň částečná svoboda vyznání.

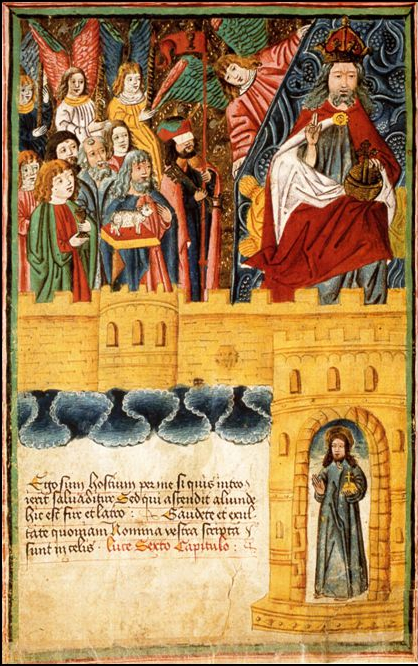
Jan Žižka jako vrátný u nebeské brány, Jenský kodex

Během husitské revoluce došlo k obrovskému přesunu držby pozemkového majetku, asi 30-40% půdy změnilo majitele. Církev ztratila v Čechách dle odhadů cca 80% svých statků, přičemž tento majetek přešel převážně do rukou vyšší šlechty, a to nejen kališnické. Obohatili se však i mnozí příslušníci nižší šlechty a husitská města. Zikmund tyto zábory legalizoval a také zastavoval královské statky. Oslabení královské moci znamenalo mocenský vzestup šlechty a dočasně i měst, zatímco církev vliv na politické dění téměř ztratila.
Dlouholeté války pochopitelně zemi negativně poznamenaly. Došlo k výraznému úbytku obyvatelstva, na němž se podílely i hladomory a epidemie moru, válčící strany se dopouštěly masakrů zajatců i civilního obyvatelstva. Hospodářství upadlo do katastrofálního stavu, k čemuž přispěla i nutnost živit stálá polní vojska. Země se dostala do mezinárodní izolace, hospodářské i kulturní. Odchodem nečeské části univerzitní obce a zavřením několika fakult vážně poklesl význam pražské univerzity. Specifikem husitských válek byly cílené útoky proti klášterům a všem zbytečným církevním okázalostem. Husité vyplenili početné kláštery a kostely a během obrazoboreckých bouří zničili mnoho vynikajících uměleckých a literárních děl. Stavební činnost se zastavila, s výjimkou budování a zdokonalování opevnění hradů a měst. Literární tvorba však i v tomto období dosáhla značného rozmachu, měla ovšem převážně agitační funkci a náboženské zaměření.
Věroučné rozdíly oslabily vztahy mezi jednotlivými zeměmi Koruny české. Zatímco v Čechách výrazně převažovalo obyvatelstvo podobojí (cca 70%), na Moravě byl poměr vyrovnanější a vedlejší země (Horní a Dolní Lužice a Slezsko) zůstaly katolické. K rozpadu státu však nedošlo.

## Pozdější interpretace významu husitství

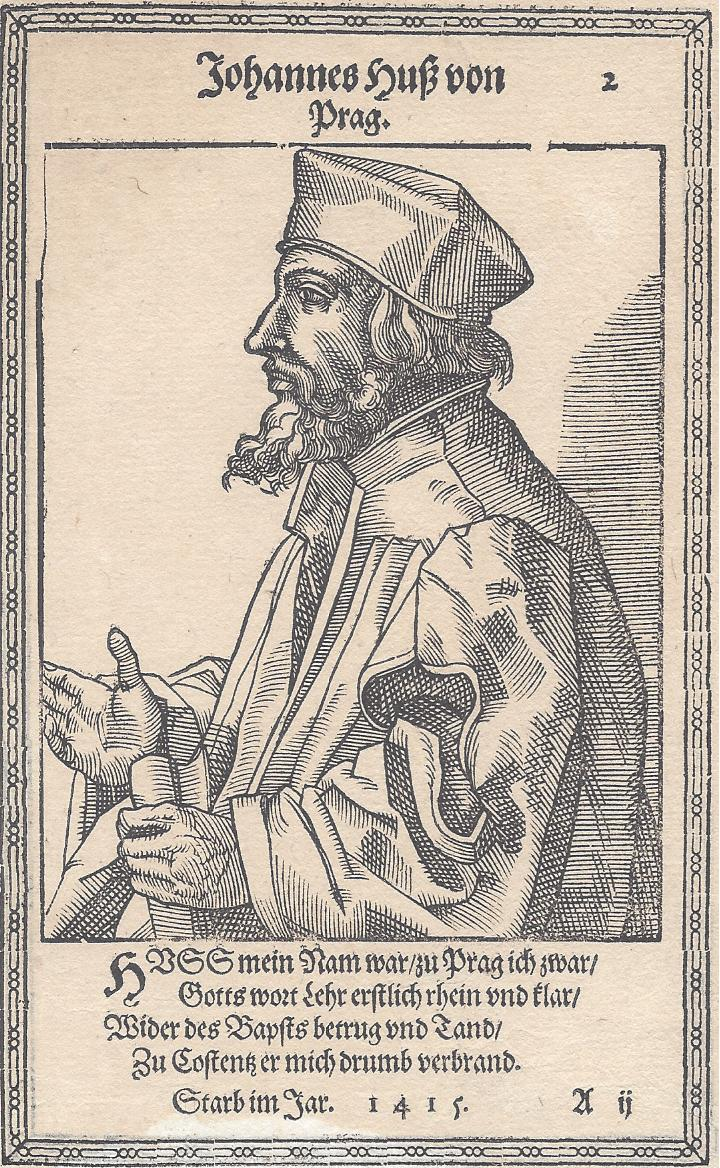
Jan Hus od neznámého mistra z 16. století (fiktivní podoba odvozená od typického vzhledu protestantského duchovního, kterým Hus nikdy nebyl)

Zakladatel moderní historiografie František Palacký chápal husitství spolu s celou českou reformací jako vrchol národních dějin, v očích pozdějších kritiků, především pak Josefa Pekaře, posuzoval ale husitskou revoluci příliš nekriticky a zároveň vytvářel umělá a účelová spojení se soudobou sociálně-politickou skutečností. Palackého pohled na husitskou revoluci naopak podpořila skupina kolem T. G. Masaryka, hledající v husitství společenský zápas o humanitu a inspiraci pro moderní český národní program, který měl být právě na husitském odkazu postaven. Třetí názorový proud vycházel z učení katolické církve, která jakýkoliv husitský odkaz odmítala jako rozrušení kontinuity českých dějin (tento pohled byl později korigován, a to i ve vztahu k Janu Husovi).

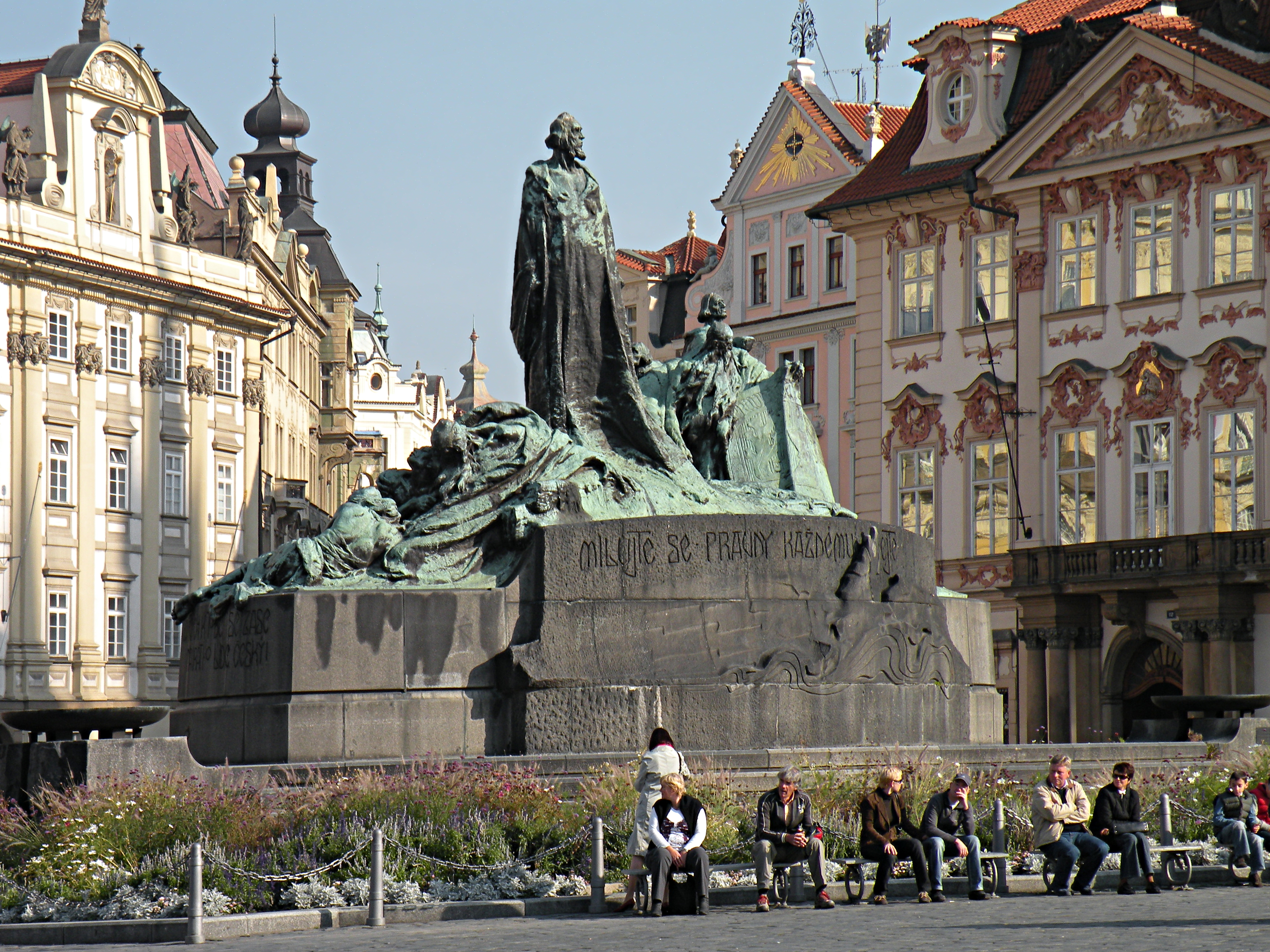
Pomník mistra Jana Husa na Staroměstském náměstí v Praze

Prosazování Masarykovy vize husitského odkazu se v politickém životě společnosti projevilo již za války (názvy pluků československých legií na Rusi: „Mistra Jana Husi“, „Krále Jiřího z Poděbrad“, „Jana Žižky“, „Prokopa Velikého“, „Jana Jiskry z Brandýsa“, první divize „Husitská“) i bezprostředně po vzniku První republiky. Tato skutečnost měla podíl i na podobě vztahu československého státu s německou menšinou a s katolickou církví. V demokratickém prostředí první republiky se však vedle masarykovských pohledů např. Rudolfa Urbánka prosazovali i četní ideoví odpůrci. Na husitství ideově navázala v roce 1920 nově vzniklá Církev československá husitská.

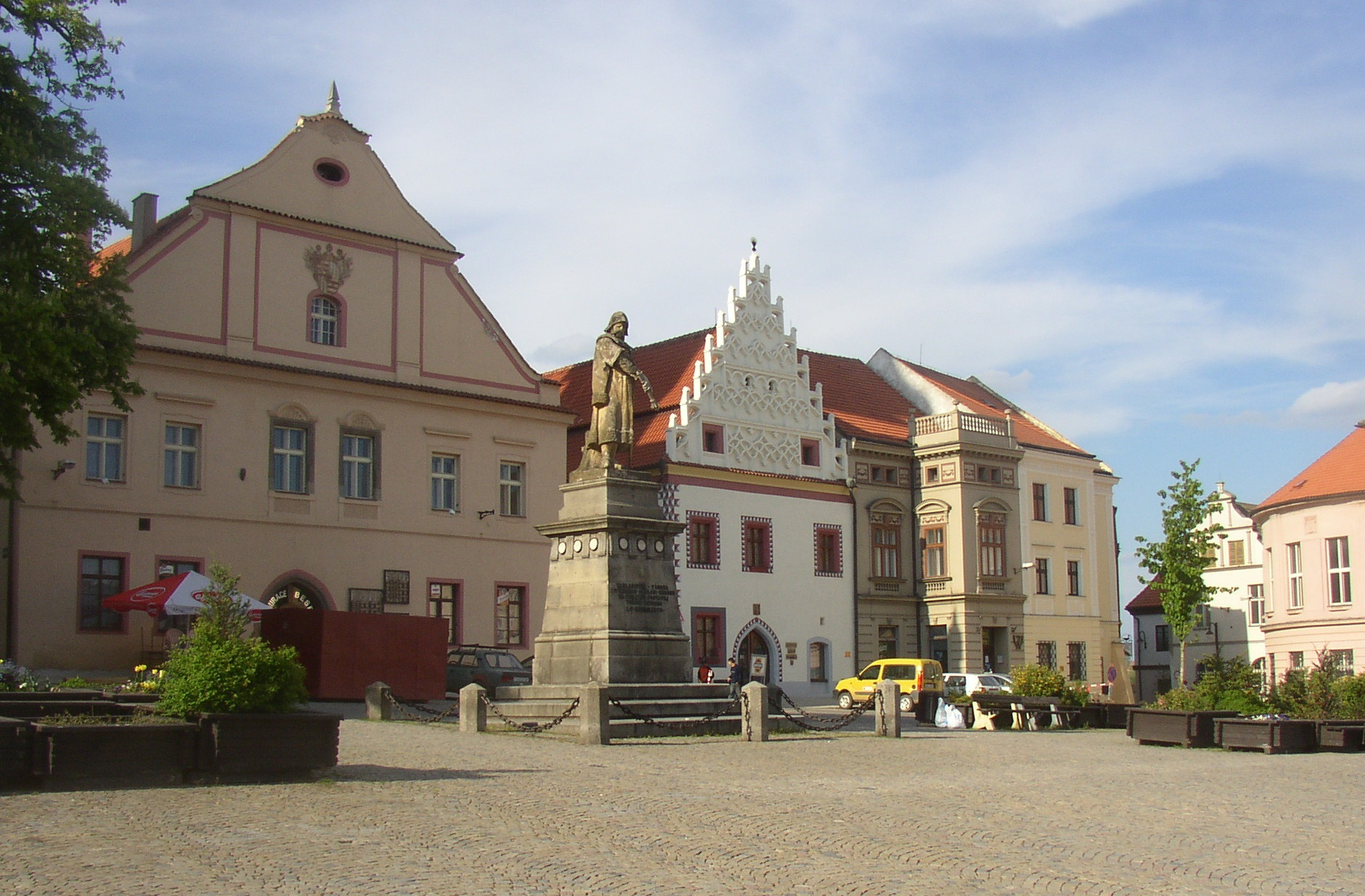
Pomník Jana Žižky v Táboře

Husitské války, které zapadají do kontextu českého reformního zápasu, sehrály velmi důležitou roli v moderní české historiografii, jejich rozdílné interpretace se především v 19. století zřetelně promítly i do česko-německých vztahů.
Po prosazení marxismu-leninismu do československé historiografie byl tzv. husitský odkaz znovu a nově zpolitizován a ideologicky zcela zdeformován do podoby sociálního hnutí a sociální revoluce utlačovaných, tedy prostého lidu, proti utlačovatelům, tedy panovníkovi, šlechtě a katolické církvi, náboženský aspekt byl víceméně pominut. (I Církev československá získala přídomek „husitská“, jak zní její dnešní název, až v roce 1971.) Na poli historického bádání se podařilo znovuotevřít prostor pro svobodnou diskusi na toto téma až po roce 1989. Mezi významné historiky věnující se době husitské patří např. František Šmahel a Petr Čornej. Komunistická propaganda však znechutila mnoha lidem husitství natolik, že o něm nechtějí nic slyšet, nebo o něm sdílejí zkreslené představy.

## Symbolika

Vlajka s husitským kalichem z 20. století

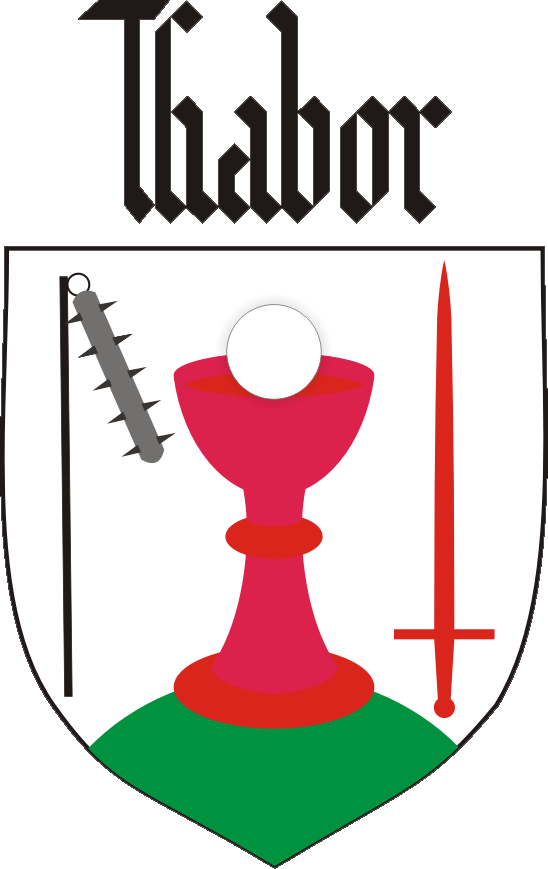
Znak městské obce Hradiště hory Tábor užívaný do roku 1437

Typickým symbolem husitů, nazývaných též kališníky, byl přirozeně kalich. V zahraničních kronikách se objevují i korouhve s husou, někdy pijící z kalicha. Nejspolehlivějším pramenem k obecné podobě husitských korouhví a praporců je tzv. Jenský kodex, v němž je zobrazen červený praporec se zlatým kalichem. Z písemných pramenů však víme, že husité nepoužívali pouze korouhve a praporce s kalichem, ale vyráželi do boje také pod korouhvemi svých hejtmanů, městských hotovostí nebo pod korouhvemi s vyobrazením Ježíše Krista či Beránka Božího. Nejznámější varianta, červený kalich na černém pozadí, není v dobových pramenech nikde doložena a pochází až z 19. století. Černo-červená symbolika se natolik vžila, že se uplatnila i na některých praporech ruských legionářů a užívá se i jako symbol Církve československé husitské.

## Nejdůležitější data
- 1391 – založení Betlémské kaple v Praze
- 1392 – Pravidla Starého a Nového zákona Matěje z Janova
- 1402 – Jan Hus kazatelem v Betlémské kapli
- 1403 – odsouzení 45 článků v Betlémské kapli
- 1408 – pražský arcibiskup se distancuje od reformního kruhu
- 1409 – Dekret kutnohorský vydaný Václavem IV.
- 1412 – odpustkové bouře v Praze; poprava tří mladíků; Husův odchod na venkov
- 1413 – Husův spis O církvi
- 1414 – počátek přijímání podobojí
- 1415 – Husova smrt; protesty české šlechty
- 1416 – upálení Jeronýma Pražského
- 1417 – radikalizace
- 1419 – poutě na hory; v červenci převrat v Praze (defenestrace konšelů), v srpnu smrt krále Václava IV..
- 1420 – založení Tábora; Čtyři artikuly pražské; porážka první křížové výpravy na Vítkově; smrt Mikuláše z Husi
- 1421 – vyhlazení táborských pikartů a adamitů Žižkou; čáslavský sněm zvolil prozatímní vládu; porážka druhé křížové výpravy u Žatce
- 1422–1427 – litevský princ Zikmund Korybutovič z rodu Jagellonců správcem Čech
- 1422 – poprava Jana Želivského
- 1423 – „Menší Tábor“ Jana Žižky; vznik panské jednoty
- 1424 – porážka panské jednoty u Malešova; smrt Jana Žižky
- 1426 – Prokop Holý v čele husitských vojsk; porážka Říšského vojska u Ústí nad Labem
- 1427 – zmatený útěk třetí křížové výpravy od Tachova; vrcholné období spanilých jízd
- 1429 – schůzka se Zikmundem Lucemburským v Bratislavě
- 1431 – porážka čtvrté křížové výpravy u Domažlic
- 1433 – veřejné slyšení husitů v Basileji; výprava sirotků k pobřeží Baltu;
- 1434 – bitva u Lipan; smrt Prokopa Holého; zánik polních vojsk
- 1436 – Basilejská kompaktáta, přijetí Zikmunda Lucemburského za českého krále; odboj Jana Roháče z Dubé

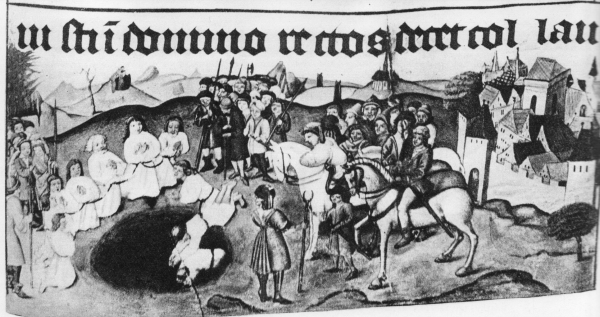
Kutnohorští měšťané vrhají husity do šachet
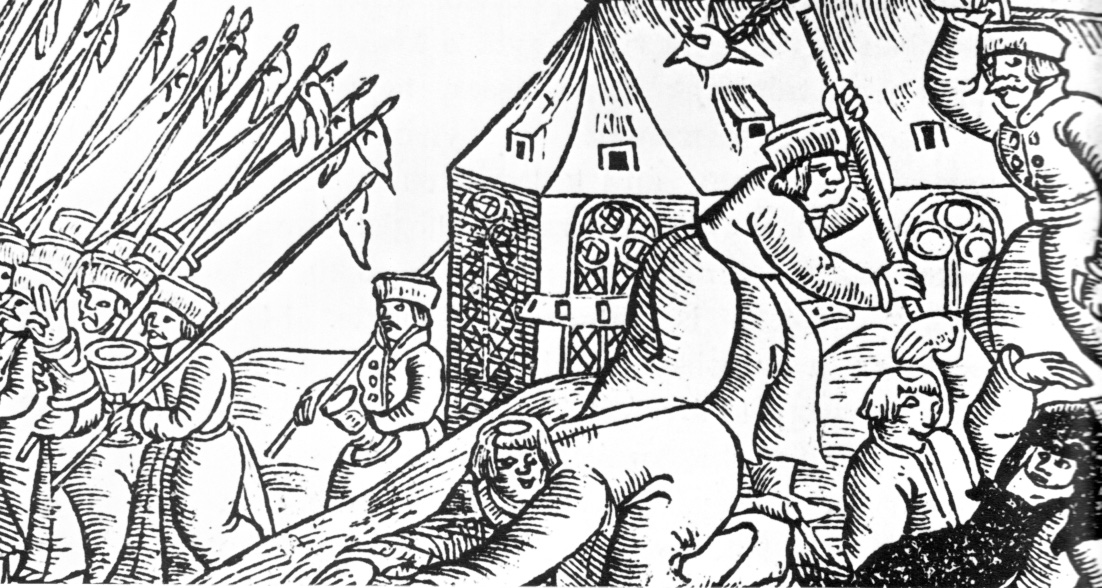
Husitský masakr
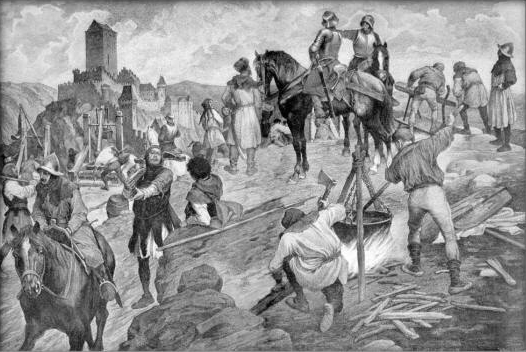
V. Černý: Husité obléhají Karlštýn